# Radějov (powiat Hodonín)
Radějov – gmina w Czechach, w powiecie Hodonín, w kraju południowomorawskim. Według danych z dnia 1 stycznia 2014 liczyła 835 mieszkańców.